# Allometopon nobile
Allometopon nobile är en tvåvingeart som beskrevs av Frey 1960. Allometopon nobile ingår i släktet Allometopon och familjen träflugor.
Artens utbredningsområde är Myanmar. Inga underarter finns listade i Catalogue of Life.